# Eagle Forum
Das Eagle Forum ist eine konservative Interessengemeinschaft in den Vereinigten Staaten, die 1972 von Phyllis Schlafly gegründet wurde und zu der auch der Eagle Forum Education and Legal Defense Fund und der Eagle Forum PAC gehören.
Das Eagle Forum konzentriert sich vor allem auf soziale Themen und familiäre Werte und gibt eine Mitgliederzahl von ca. 80.000 an. Kritiker bezeichnen die Interessengemeinschaft als sozial konservativ und antifeministisch.

## Geschichte
1967 rief Phyllis Schlafly den Eagle Trust Fund ins Leben, um Spenden für konservative Anliegen zu erhalten. Nach dem Vorschlag des Equal Rights Amendment (ERA) 1972 reorganisierte Schlafly ihre Bemühungen, dessen Ratifizierung zu vereiteln, und gründete die Gruppe Stop ERA sowie den Eagle Forum Newsletter.  1975 wurde Stop ERA in Eagle Forum umbenannt. Der Eagle Forum Education and Legal Defense Fund wurde 1981 als gemeinnütziger Flügel des Eagle Forums gegründet. Er ist eine steuerlich absetzbare Wohltätigkeitsorganisation nach dem Internal Revenue Service (IRS) Code.